# Кайенна (река)
Кайенна (фр. Rivière de Cayenne; в верховье — Каскад, фр. Rivière des Cascades) — река на северо-востоке Французской Гвианы, впадает в Атлантический океан у западной окраины столицы департамента. Протекает по территории коммун Монсинери-Тоннегранд, Макурия и Матури.
Длина реки составляет 43,73 км.
Крупнейший приток — Монсинери (38 км), впадает в Кайенну слева около устья.